# Speyeria winni
Speyeria winni är en fjärilsart som beskrevs av Gunder 1932. Speyeria winni ingår i släktet Speyeria och familjen praktfjärilar. Inga underarter finns listade i Catalogue of Life.